# Aguacatitla, Huasca de Ocampo
Aguacatitla är en ort i Mexiko.   Den ligger i kommunen Huasca de Ocampo och delstaten Hidalgo, i den sydöstra delen av landet, 110 km nordost om huvudstaden Mexico City. Aguacatitla ligger 2 038 meter över havet och antalet invånare är 267.
Terrängen runt Aguacatitla är huvudsakligen kuperad, men åt sydost är den platt. Runt Aguacatitla är det ganska tätbefolkat, med 93 invånare per kvadratkilometer. Närmaste större samhälle är Mineral del Monte, 17,8 km sydväst om Aguacatitla. I omgivningarna runt Aguacatitla växer i huvudsak blandskog.